# Swoosie Kurtz
Swoosie Kurtz (Omaha, 6 september 1944) is een Amerikaans actrice. Zij werd in 1989 genomineerd voor een Golden Globe voor haar bijrol in de televisiefilm Baja Oklahoma. Ze won voor haar gastrol in Carol & Company in 1990 daadwerkelijk een Emmy Award, waarvoor ze ook in 1982, 1983, 1990 (nogmaals), 1993, 1994, 1998, 2005 en 2006 werd genomineerd. Daarnaast won ze de Tony Award voor beste actrice in zowel 1981 (voor The Fifth of July) als 1986 (voor The House of Blue Leaves).
Kurtz' vader Frank vloog tijdens de Tweede Wereldoorlog in een Boeing B-17 genaamd "The Swoose". Toen hij met zijn vrouw Margot hun eerste en enige kind kreeg, vernoemde hij haar hiernaar. Het meisje groeide op tot de Swoosie Kurtz die in 1977 debuteerde op het witte doek, als Shirley Upton in de ijshockeyfilm Slap Shot. Dit bleek de eerste van meer dan 25 filmrollen die Kurtz bemachtigde, meer dan 50 inclusief die in televisiefilms.
Behalve uit filmrollen bestaat Kurtz' curriculum vitae voor een aanzienlijk deel uit personages die ze in televisieseries speelde. Ze verscheen in meer dan 300 afleveringen van verschillende series als wederkerend personage. Haar omvangrijkste rollen hiervan waren die als Alex Reed Halsey Barker in Sisters (127 afleveringen), die als Laurie Morgan in Love, Sidney (44 keer) en die als Lily Charles in Pushing Daisies (22 keer). Voor zowel Sisters als Love, Sidney werd Kurtz twee keer genomineerd voor een Emmy Award.

## Filmografie
*Exclusief 20+ televisiefilms
- Overboard (2018)
- An Englishman in New York (2009)
- Living Proof (2008, televisiefilm)
- Superman/Doomsday (2007, stem)
- Duplex (2003)
- The Rules of Attraction (2002)
- Bubble Boy (2001)
- Get Over It (2001)
- Sleep Easy, Hutch Rimes (2000)
- The White River Kid (1999)
- Cruel Intentions (1999)
- Outside Ozona (1998)
- Liar Liar (1997)
- Citizen Ruth (1996)
- Storybook (1995)
- Reality Bites (1994)
- Walking the Dog (1991)
- A Shock to the System (1990)
- Stanley & Iris (1990)
- Dangerous Liaisons (1988)
- Bright Lights, Big City (1988)
- Vice Versa (1988)
- Baja Oklahoma (1988, televisiefilm)
- True Stories (1986)
- Wildcats (1986)
- Against All Odds (1984)
- The World According to Garp (1982)
- Oliver's Story (1978)
- First Love (1977)
- Slap Shot (1977)

## Televisieseries
*Exclusief eenmalige gastrollen
- Man with a Plan - Beverly (2017-...)
- The Dangerous Book for Boys - Tiffany (2018, zes afleveringen)
- Lethal Weapon - Ruthie Krumholz (2018, twee afleveringen)
- Grace and Frankie - Janet (2016-2018, twee afleveringen)
- Mike & Molly - Joyce Flynn (2010-2016, 121 afleveringen)
- American Dad! - stem Betty Smith (2008-2014, zes afleveringen)
- Nurse Jackie - Mrs. Scheinhorn (2009-2011, twee afleveringen)
- Hank - Evelyn Funk (2009-2010, twee afleveringen)
- Rita Rocks - Marilyn (2009, zeven afleveringen)
- Law & Order: Special Victims Unit - Hilda Marsden (2009, één aflevering)
- Heroes - Millie (2009, twee afleveringen)
- Pushing Daisies - Lily Charles (2007-2009, 22 afleveringen)
- Huff - Madeleine Sullivan (2004-2006, acht afleveringen)
- Still Standing - Helen Michaels (2005, twee afleveringen)
- That's Life - Valerie Wilkinson (2001-2002, vier afleveringen)
- Suddenly Susan - Liz Miller Keane (nr. 2) (1996-1997, drie afleveringen)
- Party Girl - Burkhard (1996, drie afleveringen)
- Sisters - Alexandra 'Alex' Reed Halsey Barker (1991-1996, 127 afleveringen)
- Love, Sidney - Laurie Morgan (1981-1983, 44 afleveringen)

- Bibsys: 10074197
- Biblioteca Nacional de España: XX1296834
- Bibliothèque nationale de France: cb14195150s (data)
- Gemeinsame Normdatei: 129584878
- International Standard Name Identifier: 0000 0000 5937 2061
- Library of Congress Control Number: n88034922
- Nationale Bibliotheek van Tsjechië: xx0185925
- Nationale Bibliotheek van Israël: 987007324747305171
- Nationale Bibliotheek van Polen: a0000001611116
- Nederlandse Thesaurus van Auteursnamen: 073348449
- SNAC: w66z239c
- Système universitaire de documentation: 185434592
- Virtual International Authority File: 44510108
- WorldCat: E39PBJdx46G8v6RFv4yM3pWFKd